# 黑穗箭竹
黑穗箭竹（学名：Fargesia melanostachys）为禾本科箭竹属下的一个种。

## 扩展阅读
- 維基物種上的相關：黑穗箭竹